# Mozartovy koule

Mozartovy koule od různých výrobců

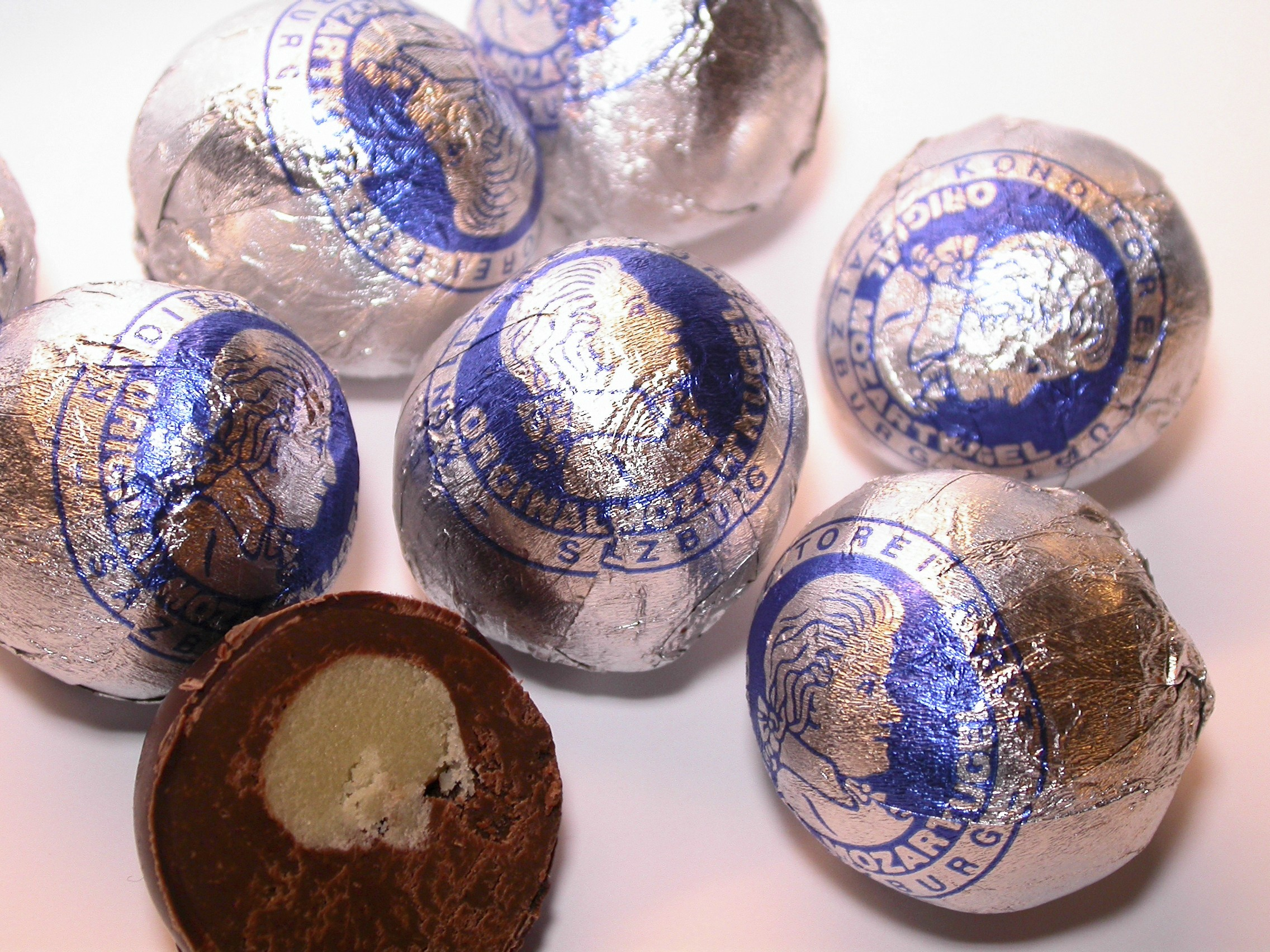
Mozartovy koule od Fürsta

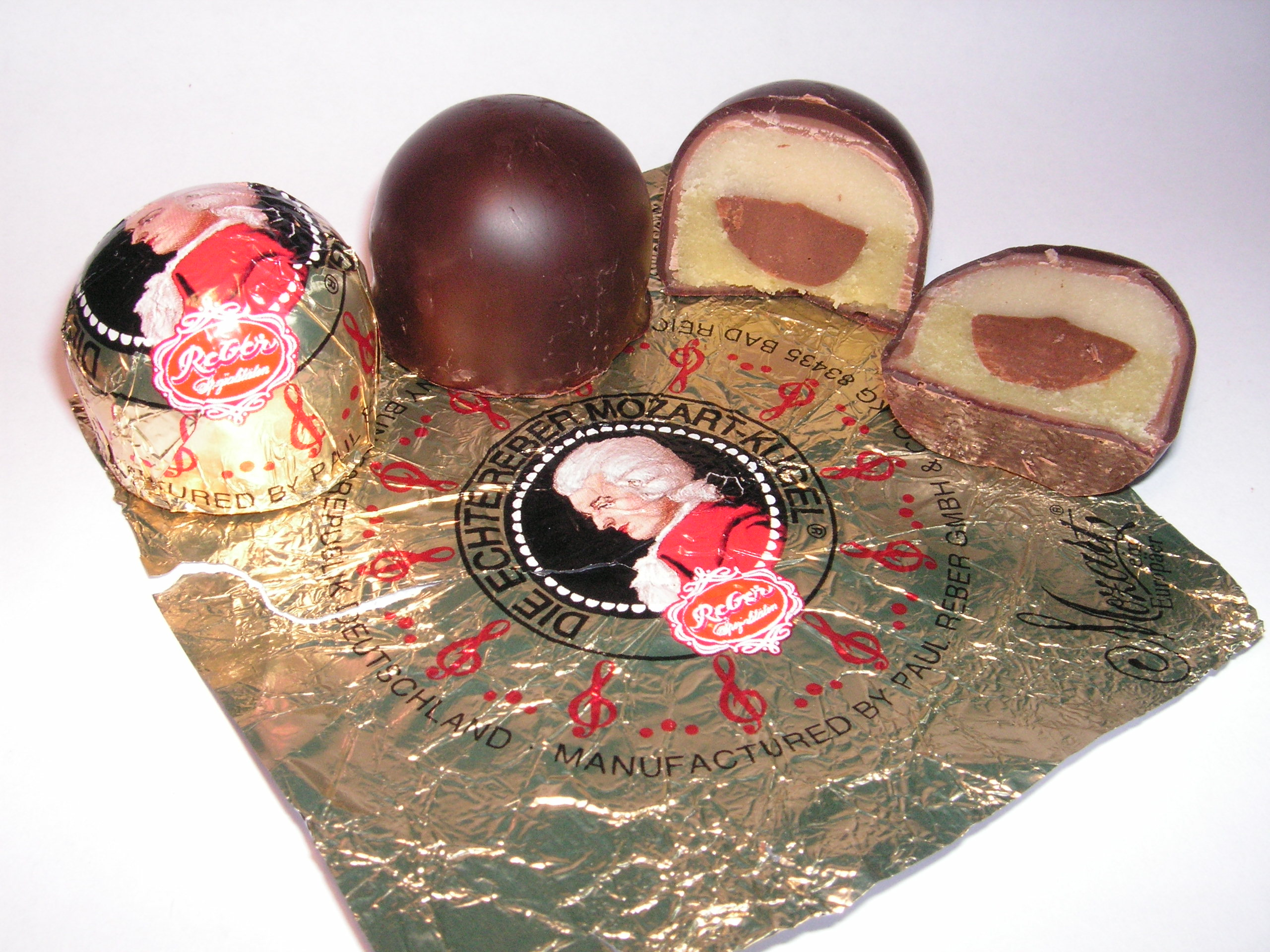
Mozartovy koule výrobce Reber

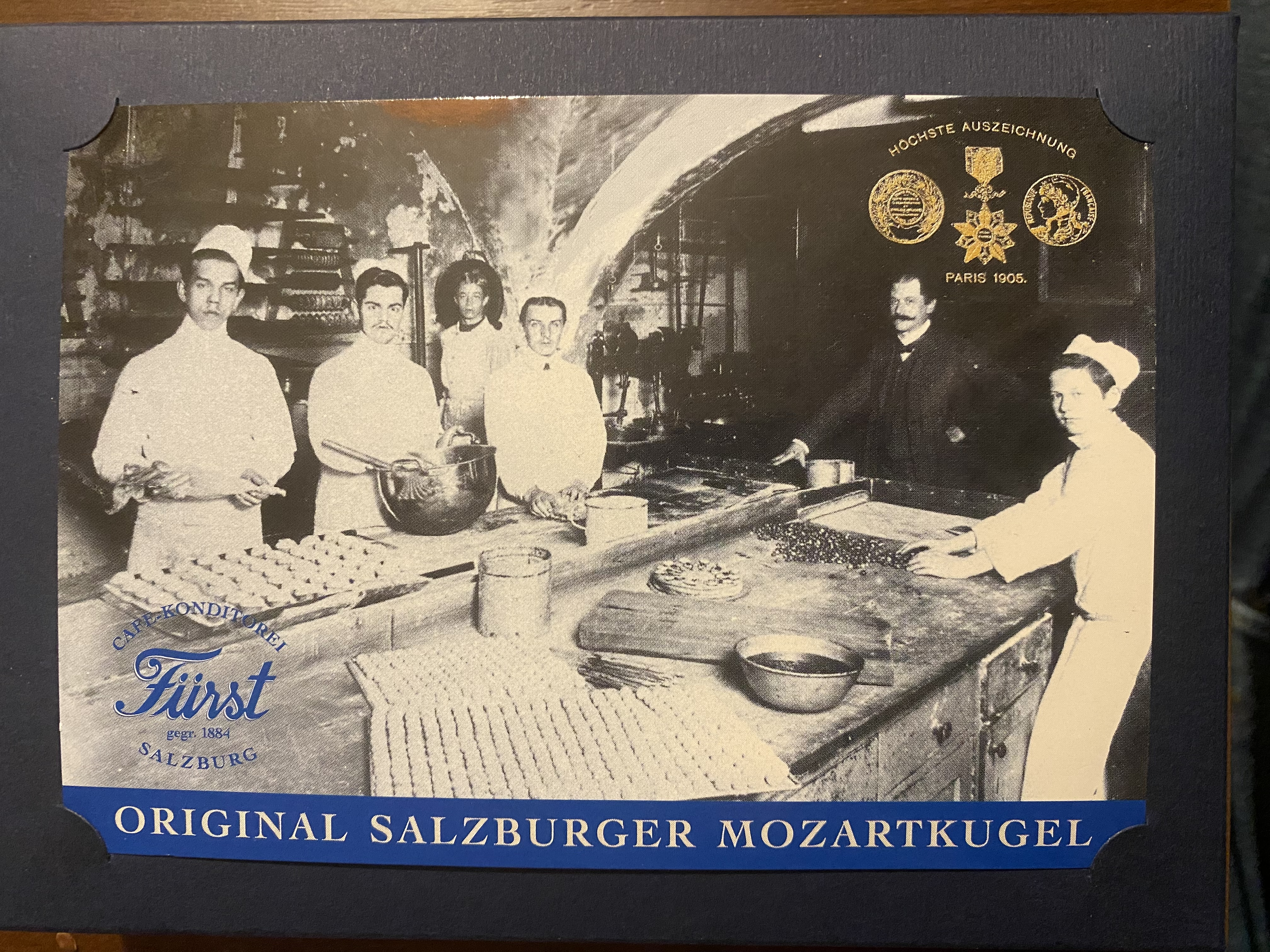
Balení 12ks Mozartovy koule od Fürsta

Mozartovy koule (německy Mozartkugel(n)) jsou druh bonbonu (pralinky), původně vytvořený salcburským cukrářem Paulem Fürstem v roce 1890. Byly pojmenovány po hudebním skladateli W. A. Mozartovi.
Tato marcipánová cukrovinka je do dnešních dnů vyráběna firmou Cukrářství Fürst (Konditorei Fürst) v Salcburku. Firma Fürst ale na tuto cukrovinku nemá ochrannou známku, takže existuje řada jejích napodobenin, které jsou však vyráběny průmyslově jinými firmami.

## Původní Mozartovy koule
Roku 1884 si cukrářský mistr Paul Fürst otevřel po svém příchodu do Salcburku obchod v Brodgasse č. 13. Roku 1890 poprvé nabídl svým zákazníkům Mozartovy bonbony, které později po rozšíření výroby přejmenoval na Mozartovy koule. Roku 1905 se zúčastnil se svým výrobkem Pařížské výstavy a získal za něj zlatou medaili.

### Původní recept
„Originální Mozartovy koule“ (Original Mozartkugel) se v cukrárně Fürst vyrábějí podle původního receptu původním způsobem, tedy ručně. Nejprve se vytvoří koule z pistáciového marcipánu a obalí se nugátem. Ta se uloží na dřevěnou podložku a poté přelije tmavou čokoládovou polevou. Po ztuhnutí se místo, jež zůstalo bez polevy, potře polevou a koule se zabalí do stříbrno-modrého staniolu. Tímto způsobem vyrobí firma ročně asi 1,4 milionu Mozartových koulí. V chladírenských prostorách kavárny v Brodgasse a ve filiálkách v ulici Ritzerbogen a Getreidegasse a také na zámku Mirabell mohou být poté uskladněny až 8 týdnů. Originální Mozartovy koule se prodávají pouze v těchto provozovnách nebo zásilkově.

### Aktuální ocenění
Odborný časopis Der Feinschmecker zvolil ve svém vydání z ledna 2006 v testu různých výrobků značených jako Mozartovy koule jako nejlepší právě výrobek firmy Fürst. Na 2. mezinárodní cukrářské soutěži v září 2005 na festivalu ÖKONDA ve Welsu byl tento výrobek oceněn zlatou medailí.

## Pojmenování

### Vývoj názvu
Po uvedení výrobku na trh v roce 1890 byla tato specialita vyráběna jako kopie i v jiných cukrárnách v Salcburku, např. v dnes stále existující cukrárně Holzermayr und Schatz. Jedna z nich – založená roku 1880 Carlem Schatzem – začala tento výrobek prodávat v roce 1900 poprvé jako Mozartkugel.

### Práva ke značce
Se vrůstajícím počtem napodobovatelů začalo růst i množství právních sporů, které vedl Paul Fürst proti svým konkurentům. Tyto spory se týkaly pouze používaného jména, nikoliv receptu. Fürst se nejprve soudil pouze se salcburskými cukráři, později přenesl své spory i do Německa. Výsledkem bylo, že konkurence musela začít používat jiné názvy svých výrobků: např. výrobce Mirabell sídlící v Grödigu u Salcburku Echte Salzburger Mozartkugeln nebo bavorský výrobce Reber Echte Reber-Mozartkugeln.
V roce 1996 bylo ve sporu mezi Fürstem a dceřinou firmou koncernu Nestlé, která chtěla uvést výrobek „Original Austria Mozartkugeln“, rozhodnuto, že pouze Fürst smí užívat pojmenování Original Salzburger Mozartkugeln.

## Ruční výrobci
Vedle Mozartových koulí firmy Fürst jsou v Salcburku k dostání podobné ručně vyráběné výrobky cukrárny Schatz (v průchodu Schatz-Durchgang z Univerzitního náměstí na Getreidegasse) a od roku 1865 existující cukrárny Confiserie Josef Holzermayr (na Starém trhu – Alter Markt).
Také v St. Gilgen u Wolfgangsee v cukrárně Dallmann nabízejí Mozartovy koule vyrobené dle Fürstova receptu, jež jsou i podobně balené. Pro návštěvníky zde nabízejí také tzv. Mozartkugel-Seminar, kde lze získat titul Diplomovaný odborník na Mozartovy koule.

## Průmyslová výroba
Krátce po svém uvedení na pařížské výstavě začaly další salcburské cukrárny kopírovat pochoutku, která si získala rychle velkou oblibu. Cukrárna Fürst komentovala nedávno své konkurenty následovně: „Koule od Mirabell nejsou o nic pravější, než od Rebera.“
Průmyslově vyráběné koule nejsou přesnou kopií původní receptury, ale jsou na ní z velké části založeny. Jejich průměr je obvykle menší a některé výrobky jsou na jedné straně zploštělé. U koulí firmy Mirabell je zelené marcipánové jádro obkrouženo tmavým a poté světlým nugátovým krémem. U výrobce Hofbauer und Manner je jádro nugátové obklopené pistáciovým marcipánem, koule Hofbauer jsou na jedné straně zploštělé. Hofbauer vyrábí dva druhy odlišené čokoládovou polevou: Hofrauber rot je s polevou hořkomléčnou, Hofbauer blau s polevou mléčnou. Firma Reber umísťuje nugát také doprostřed a je obalen z jedné poloviny bílým a z druhé poloviny zeleným marcipánem, její výrobky jsou také na jedné straně zploštělé.
Výrobky německé firmy Lambertz jsou také zploštělé s jádrem z nugátu z lískových oříšků obalených pistáciovým a mandlovým marcipánem, přelitým hořkou čokoládou. Výrobci Mirabell a Reber tvrdí, že jejich produkty neobsahují žádné konzervační látky, barviva a umělá aromata.
Největšími průmyslovými výrobci jsou Reber a Mirabell.

### Rakousko
Největším průmyslovým výrobcem v Rakousku je firma Mirabell sídlící v Grödigu u Salcburku (součást koncernu Kraft Foods). Objem její výroby je přes 90 miliónů koulí exportovaných do více než 30 zemí. Od roku 1945 firma vyrobila 1,5 miliardy koulí. Firma Mirabell vznikla z firmy Reisigl, která byla první, která strojově vyráběla koule pomocí přesných forem. Výroba sestává ze čtrnácti kroků; trvá dvě a půl hodiny, než je koule vyrobena a připravena k expedici. Mirabell je dnes jediným výrobce, který vyrábí dokonale kulaté koule, ostatní výrobci mají výrobky alespoň mírně zploštělé.
Dalšími výrobci v Rakousku jsou vídeňský Hofbauer (součást švýcarského koncernu Lindt & Sprüngli), vyrábějící varianty s mléčnou a hořkou čokoládou. Firma Manner s výrobními závody ve Vídni, Wolkersdorfu a Pergu dodává výrobky pod názvem Austria Mozartkugeln Victor Schmidt.

### Německo
Prvním německým výrobcem Mozartových koulí byla firma Dreher (Mnichov, 1880), která je vyráběla od roku 1931. Firma Reber, sídlící v Bad Reichenhallu, vyrábí denně 500.000 koulí a její tržní podíl v Německu je 90%. Od roku 2000 působí také firma Halloren Schokoladenfabrik z Halle, která převzala v úvodu zmíněnou firmu Dreher. Mozartovy koule vyrábí také firma Lambertz z Cách nebo firma Hussel (pod značkou Vienna).

### Právní spory
Na konci sedmdesátých let došlo k soudnímu sporu o používání značky a tvaru mezi rakouským výrobcem Mirabell a německým Reberem, podporovaným rakouskými úřady, spor se dostal i na projednávání spolkového sněmu v Bonnu a k orgánům Evropské unie v Bruselu. Výsledkem sporu bylo, že pouze Mirabell smí vyrábět celokulaté Mozartovy koule, ostatní výrobky musí být v jednom místě zploštělé.

## Vliv na umění

### Plastika
V zimě a na jaře 2006 bylo v salcburském Starém městě umístěno 80 umělohmotných Mozartových koulí o průměru 1,6 m. V noci z 27. na 28. března 2006 byla jedna z těchto plastik, umístěná ve Františkánské ulici, odšroubována a uvolněna a při své cestě městem napáchala škody za 7000 EUR.

### Film
- 2006: Mozartballs – režie: Larry Weinstein (IMDB, Oficiální stránky) dokumentární film o W. A. Mozartovi